# Le Castella
Le Castella is een plaats (frazione) in de Italiaanse gemeente Isola di Capo Rizzuto.
Het dorp ligt aan de Ionische kust op 10 km van Isola di Capo Rizzuto in een mediterraan landschap, op 30 meter boven zeeniveau. Het kijkt uit op de baai waarin het 16e-eeuwse Aragonese kasteel, dat Le Castella zijn naam heeft gegeven, op een eilandje ligt, slechts door een smalle landengte met het vasteland verbonden.
Le Castella wordt 's zomers veel door toeristen bezocht, en wordt ook dikwijls uitgekozen door film- en programmamakers. Zo werd de laatste reeks van Spel zonder grenzen in 1999 hier opgenomen.